# Isplanet
En isplanet är en typ av planet vars yta täcks av is samt har en kryosfär över hela planeten. Isplaneter är större versioner av himlakroppar som Europa, Enceladus och Triton; dvärgplaneter som Pluto och Eris, och många andra mindre istäckta himlakroppar i solsystemet.

## Pluto och kandidater

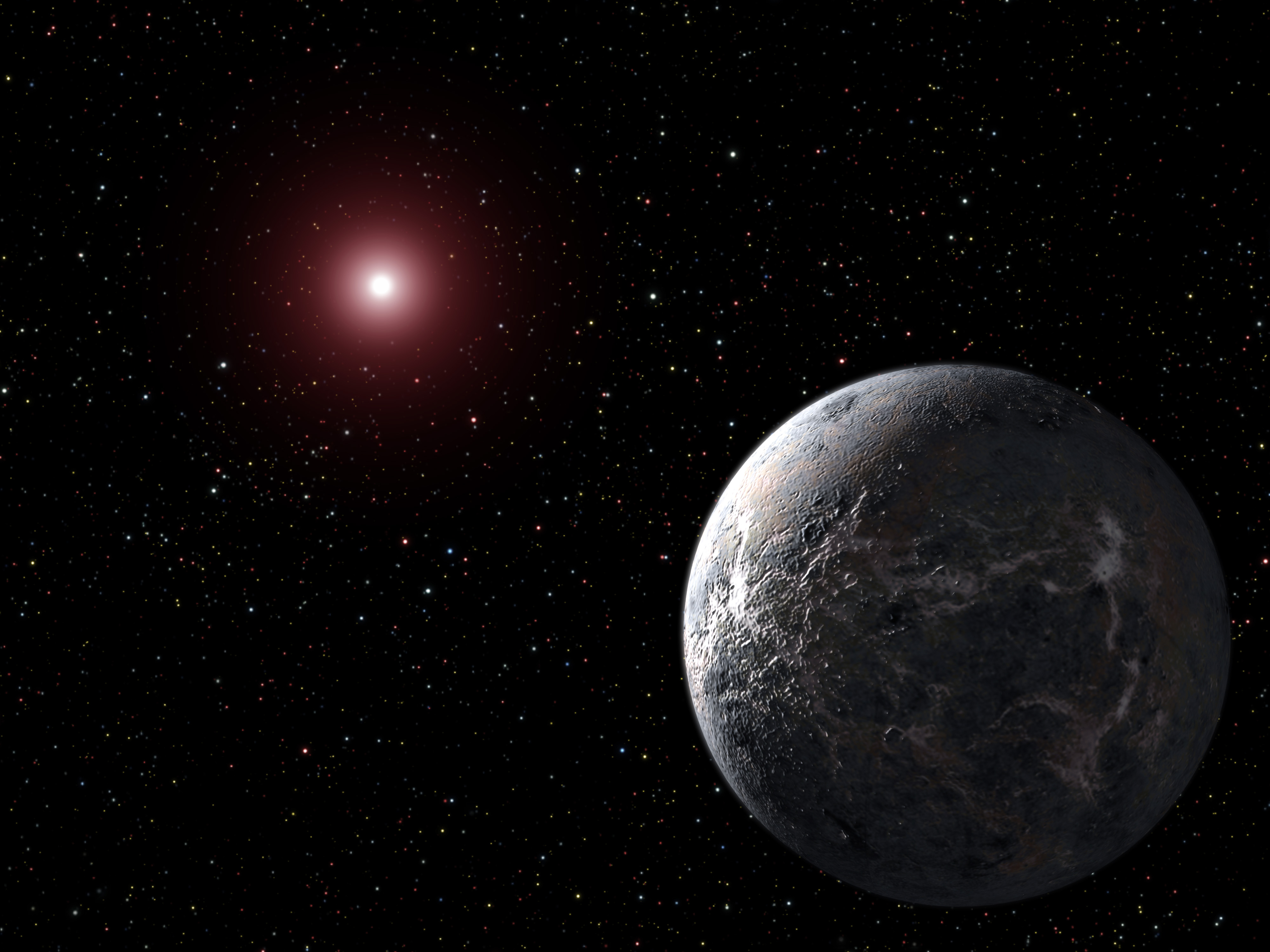
OGLE-2005-BLG-390L b antas vara en isplanet

Fastän det finns många isiga himlakroppar i Solsystemet, finns inga isplaneter (även om Pluto räknades som isplanet fram tills IAU omdefinierade planetbegreppet 2006). Det finns flera exoplaneter som kandiderar, inklusive OGLE-2005-BLG-390L b, Gliese 667 Cd och MOA-2007-BLG-192-L b.